# فو فان ثيونغ
فو فان ثيونغ (مواليد 13 ديسمبر 1970) هو سياسي فيتنامي شغل منصب رئيس فيتنام من مارس 2023 حتى 21 مارس 2024.

## النشأة والتعليم
ولد ثيونغ في 13 ديسمبر 1970 في هاي دونغ، شمال فيتنام. غادرت عائلته من الجنوب خلال حرب فيتنام، حصل عام 1992 على بكالوريوس الفلسفة في الماركسية اللينينية. بعد ذلك، حصل على درجة الماجستير في الفلسفة من جامعة العلوم الاجتماعية والإنسانية، جامعة فيتنام الوطنية، مدينة هوشي منه، وحصل على درجة الماجستير في الفلسفة في عام 1999. في 18 نوفمبر 1993، تم قبوله في الحزب الشيوعي في فيتنام. وأصبح عضوا رسميًا في 18 نوفمبر 1994. كما حضر ثيونغ دورات في أكاديمية هوشي منه الوطنية للسياسة، وحصل على درجة متقدمة في النظرية السياسية.